# Tephritis cinerea
Tephritis cinerea
 es una especie de insecto díptero del género Tephritis, familia Tephritidae. Munro la describió en 1931.
Se encuentra en Lesoto, Sudáfrica.